# りの
りの（1973年3月12日 - ）は、日本の女性声優。

## 人物
以前は大沢事務所に所属していた。

## 出演

### テレビアニメ
- 夢で逢えたら（1998年、明石佳代）
- イケてる2人（1999年、京介の母、麻宮）
- 風まかせ月影蘭（2000年）
- GetBackers-奪還屋-（2002年、部下）
- PIANO（2002年、母親）
- キノの旅 -the Beautiful World-（2003年、ガヤ）
- ルパン三世 お宝返却大作戦!!（2003年、アニタ[2]）
- マリア様がみてる（2004年、蟹名静）

### OVA
- 夢で逢えたら（1998年、明石佳代）
- マリア様がみてる 3rdシーズン（2007年、蟹名静）

### ゲーム
- ドキドキプリティリーグ Lovely Star（1997年、ロシア人少女）
- 胸騒ぎの予感（1999年、神園史華）

### ドラマCD
- 同窓会ArtCollection with ミニドラマCD（1997年、ナレーション）
- ドラマCDシリーズ マリア様がみてる 2（2004年、女生徒）

### 吹き替え
- 101匹わんちゃんII パッチのはじめての冒険（アニータ・ラドクリフ）
- ヘラクレス（エウプロシエネ[1]）

### テレビ番組
- 2人ゴト（テレビ東京）[3]
- メメプロ（テレビ朝日）[3]
- イキナリ!（STV）[3]
- 宝島の地図（BSフジ）[3]
- 北野チャンネル（CSフジ）[3]

### ラジオ
- Kiss☆Therapy（Tokyo-FM）[3]

### 舞台
- オズの魔法使い（新宿コマ劇場）[3]
- キャンディード（宮本亜門による演出、国際フォーラム）[3]

## 音楽
- アンインストール エンディング「記憶のカケラ」[3]